# Eduardo López Bustamante
Eduardo López Bustamante est un intellectuel, journaliste, avocat et poète vénézuélien né à Maracaibo le 10 décembre 1881 et mort dans la même ville le 30 juin 1939. Il était un des leaders intellectuels de son époque au Venezuela.

## Biographie
Eduardo López Bustamante est né à Maracaibo, au Venezuela, le 10 décembre de 1881. Il était le fils ainé d´Eduardo López Rivas et Carmen Bustamante. Son père était journaliste, éditeur du journal Diario El Fonógrafo (Le Phonographe) et du magazine El Zulia ilustrado (Le Zulia illustré), et propriétaire de la maison d´édition Imprenta Americana. Sa mère était issue d´une famille d'intellectuels, descendant du Général Rafael Urdaneta.
Eduardo López Bustamante a grandi dans un milieu intellectuel créé par son père et pendant son enfance il a appris plusieurs langues. La connaissance des langues lui a permis de devenir à l´âge de dix-huit ans le traducteur des nouvelles internationales, qui à cette époque arrivaient aux journaux dans la langue originale de chaque pays.
Il a appris son métier de journaliste en travaillant dans l´entreprise familiale. Lui et ses frères Carlos et Enrique, ainsi que sa sœur Teresa López Bustamante, ont été formés en tant que journalistes dans les cadres des principes de son père. Selon l´écrivain Alfredo Tarre Murzi ils sont devenus une véritable dynastie d´écrivains.
Il a épousé Aurora Pérez Luzardo, fille du Général Eduardo Pérez Fabelo, un militaire liée à l´histoire de l´État de Zulia. Le couple a eu six enfants. Aurora était aussi la sœur de Nestor Luis Pérez Luzardo, ministre du développement du président Eleazar López Contreras.
Il est décédé à Maracaibo, le 30 juin 1939.

## Directeur d´El Fonógrafo
En 1908 Eduardo López Bustamante prend la place de son père à la direction d´El Fonógrafo et de la maison d´édition Imprenta Americana. La même année le dictateur Juan Vicente Gómez est devenu président du Venezuela et a imposé une forte censure. Selon l´écrivain vénézuélien José Rafael Pocaterra, en raison de ses éditoriaux indépendants, El Fonógrafo a été constamment menacé par le gouvernement. Dans son livre "Memorias de un Venezolano de la decadencia" (Mémoires d´un Vénézuélien de la décadence) Pocaterra décrit le régime de Gómez comme une tyrannie bien plus brutale que toutes les précédents. Les despotiques régimes précédents, écrit Pocaterra, avaient respecté le journal dont le progrès matériel été le résultat de son énorme responsabilité morale.

### Première Guerre mondiale
Quand la Première Guerre mondiale éclate en 1914 Gómez est en faveur de l´Empire allemand, mais il montre une apparente neutralité aux Alliés. En 1917 Eduardo commence une édition simultanée d´El Fonógrafo à Caracas, sous la direction de son jeune frère Carlos López Bustamante. Selon l´écrivain et chroniqueur d´El Fonógrafo, José Rafael Pocaterra, l´édition de la capitale avait eu grand succès dès le début parce que, contrairement aux autres journaux vénézuéliens de l´époque, El Fonógrafo était du côté des Alliés. Cette position en faveur des Alliés dérangeait beaucoup Gómez et il décide de mettre fin au journal. Dans les paroles de Pocaterra lettres anonymes, menaces et insultes tombent comme pluie sur le journal pendant ces jours.
Les articles en faveur des Alliés ont entraîné un déséquilibre économique pour El Fonógrafo car la plupart des annonces publicitaires, qui venaient des entreprises d´importation et commerce allemandes établies au port de Maracaibo, ont commencé à être retirées…
Le 23 août 1917 le journal a été attaqué par les troupes du gouvernement. Les bureaux d´El Fonógrafo à Caracas et à Maracaibo ont été fermés définitivement, terminant ainsi, écrit José Rafael Pocaterra, les efforts de deux générations…et 38 années de ce grand journal de Zulia. López Bustamante a dû fuir son pays et vivre en exilé à Curaçao pendant deux ans…

## Prison
Il est retourné au Venezuela en 1919, sous une fausse promesse d´amnistie, et il a été emprisonné pendant cinq ans dans un fort colonial situé à l´entrée du golfe du Venezuela: le château de San Carlos de la Barra. Beaucoup de ses meilleurs poèmes ont été écrits durant sa captivité,.
López Bustamante a passé cinq ans enchaîné dans un cachot du château de l´ile de San Carlos del Zulia. Pendant sa captivité il se consacre à l´étude du droit. La fermeture définitive de la maison d´édition familiale et du journal ont fait comprendre au journaliste qu´il devait envisager l´exercice d´une autre profession. Il savait que, une fois libéré, il ne serait pas autorisé à exercer le journalisme au Venezuela, encore gouverné par Gómez.

## Carrière juridique
Eduardo López Bustamante a obtenu son diplôme de droit et sciences politiques à l´Université des Andes au Venezuela, le 14 octobre 1924. Selon l´écrivain vénézuélien Gaston Montiel Villasmil, dès que López Bustamante a commencé à exercer la profession d´avocat « il a développé une véritable passion pour les fondements essentiels de la loi… »
Il est devenu un avocat bien connu dans l´État de Zulia, en particulier chez les travailleurs du secteur pétrolier. L´écrivain vénézuélien Ciro Nava explique cet aspect de sa carrière dans son livre Centuria cultural del Zulia (Un siècle culturel de Zulia) : « Lorsque l´industrie pétrolière a commencé au Venezuela, Eduardo López Bustamante prit le parti des travailleurs et devint le chef de file de leurs droits. À cet égard, écrit Nava, les actions d´Eduardo López Bustamante sont fortement appréciées par les habitants de Zulia et on s´en souvient encore aujourd'hui ».
López Bustamante a mené une enquête de onze chapitres sur les contrats de travail et la loi vénézuélienne. Cette enquête est encore examinée et discutée par les publications vénézuéliennes dédiées à l´étude de la jurisprudence. La "Revue du Droit" de l´Université de Zulia de l´année 1963 fait référence à ce superbe ouvrage… qui est le fruit de l´œstrus fertile qui était en vie Eduardo López Bustamante… remarquable figure intellectuelle

## Éditeur
Pendant les années où il a exercé la profession d´avocat, López Bustamante est devenu encore une fois éditeur. Il a créé Ordo, un magazine mensuel sur le droit, la jurisprudence et la législation, qui a examiné une variété de questions juridiques. La collection de tous les numéros d´Ordo a été conservée par la bibliothèque nationale du Venezuela à Caracas.

## Postes
Eduardo López Bustamante a été professeur à l´École de droit de l´Université de Zulia à Maracaibo. Après la mort de Gómez, il a occupé plusieurs postes dans le gouvernement et les institutions de l´État, entre autres Secrétaire Général du gouvernement, Ministre de la Cour Suprême de Justice de l´État de Zulia et Conseiller Juridique du Ministère du Développement. Il a été aussi interprète juridique et traducteur officiel en français, anglais et italien.